# Gottfrid Holde
Erik Gottfrid Augustin Holde, ursprungligen Karlsson, född 28 augusti 1891 i Ringarum i Östergötland, död 24 september 1958 i Stockholm, var en svensk skådespelare och friidrottare.

## Biografi
Han filmdebuterade 1938 i Sigurd Walléns Med folket för fosterlandet och kom att medverka i drygt 25 filmproduktioner. Vid sidan av filmkarriären var Holde aktiv friidrottare och tävlade i löpning för IFK Östersund. Han var också korpral vid Jämtlands fältjägarregemente 1912–1913.

## Filmografi
- 1938 – Med folket för fosterlandet
- 1939 – Valfångare
- 1939 – Mot nya tider
- 1940 – Snurriga familjen
- 1940 – Kyss henne!
- 1942 – Man glömmer ingenting
- 1942 – General von Döbeln
- 1942 – En sjöman i frack
- 1942 – Tre skojiga skojare
- 1943 – Natt i hamn
- 1943 – Elvira Madigan
- 1944 – Vi behöver varann
- 1944 – Flickan och Djävulen
- 1944 – Skeppar Jansson
- 1945 – Rattens musketörer
- 1945 – Jagad
- 1945 – Brott och Straff
- 1945 – 13 stolar
- 1946 – Stiliga Augusta
- 1947 – Folket i Simlångsdalen
- 1947 – Krigsmans erinran
- 1948 – Lars Hård
- 1948 – Robinson i Roslagen
- 1949 – Smeder på luffen
- 1950 – Ung och kär

## Teater

### Roller (ej komplett)
| År   | Roll                        | Produktion                         | Regi            | Teater                   |
| ---- | --------------------------- | ---------------------------------- | --------------- | ------------------------ |
| 1922 | Borgmästaren Jens Halvorson | Royal Suédois Ejnar Smith          | Olof Hillberg   | Olof Hillbergs sällskap  |
| 1926 | Kapten La Hire              | Sankta Johanna George Bernard Shaw | Gösta Cederlund | Helsingborgs stadsteater |

### Fotnoter
1. 1 2  ”Gottfrid Holde”. Svensk Filmdatabas. http://sfi.se/sv/svensk-filmdatabas/Item/?type=PERSON&itemid=61063&iv=OVERVIEW. Läst 17 april 2013.